# NGC 1787
NGC 1787 is een open sterrenhoop in het sterrenbeeld Goudvis. Het hemelobject werd op 25 december 1837 ontdekt door de Britse astronoom John Herschel.

## Synoniemen
- ESO 85-SC31